# 角倉素庵
角倉 素庵（すみのくら そあん、元亀2年6月5日〈1571年6月27日〉 - 寛永9年6月22日〈1632年8月7日〉）は、江戸時代初期の土木事業家、儒学者、書家、貿易商。角倉了以の子。本姓は吉田、名は与一、諱は玄之（後に貞順と改め）、字は子元、素庵と号した。別号は期遠、西山。書道角倉流を創始。
長男に玄紀（京角倉家）、次男に厳昭（嵯峨角倉家）。藤原惺窩門下、本阿弥光悦に書を学び、近世の能書家五人の一人に挙げられる。

## 生涯
元亀2年（1571年）、京都の豪商・角倉了以の長男として誕生。母は吉田栄可の娘。
儒学を藤原惺窩に、書を本阿弥光悦に学び、書道の角倉流を創設、能書家としても近世五人の一人に挙げられている。父・了以の跡を継いで貿易業や土木事業にも携わる。晩年、活版業を志すも、寛永4年（1627年）らいに倒れ、家業を子に譲って嵯峨野へ隠居。その後、光悦門下の俵屋宗達の協力を得て、古活字の嵯峨本（角倉本）を刊行した。また、茶の湯を古田織部に学んでいる。
寛永9年（1632年）、死去。享年62。本墓は遺言により一族の墓所がある二尊院でなく、化野念仏寺に置かれた（二尊院にも墓所はある）。
昭和6年（1931年）、正五位を追贈された。